# Béronnelle
La Béronnelle ou Beronnelle est une rivière française du département de l'Oise, de la région Hauts-de-France et un affluent gauche de la Brêche, c'est-à-dire un sous-affluent de la Seine par l'Oise.

## Géographie

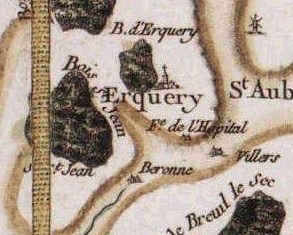
Béronne à Erquery sur la carte de Cassini.

De 13,4 kilomètres de longueur, la Béronnelle prend sa source sur la commune de Erquery à 58 mètres d'altitude.
Il coule globalement du nord vers le sud.
Il conflue sur la commune de Mogneville, à 40 mètres d'altitude.
Les cours d'eau voisins sont à l'ouest la Brêche, le Fossé du Marais à l'est et l'Oise au sud.

### Communes et cantons traversés
Dans le seul département de l'Oise, la Béronelle traverse six communes et deux cantons :
- dans le sens amont vers aval : Erquery (source), Fitz-James, Breuil-le-Sec, Bailleval, Liancourt, Mogneville, (confluence).

Soit en termes de cantons, la Béronnelle prend source dans le canton de Clermont, traverse et conflue dans le canton de Liancourt, le tout dans l'arrondissement de Clermont.

### Bassin versant
La superficie du bassin versant La Brèche du confluent de l'Arré (exclu) au confluent de l'Oise (exclu) (H207)  est de 482 km2. 

### Organisme gestionnaire
L'organisme gestionnaire est le syndicat intercommunal de vallée de la Brêche.

## Affluents
La Béronnelle a un affluent référencé :
- le Fossé du Marais  (rg), 2,1 km, sur la seule commune de Bailleval[6].

### Rang de Strahler
Le rang de Strahler de la Béronnelle est donc de deux.

## Hydrologie
Son régime hydrologique est dit pluvial océanique.

## Aménagements et écologie

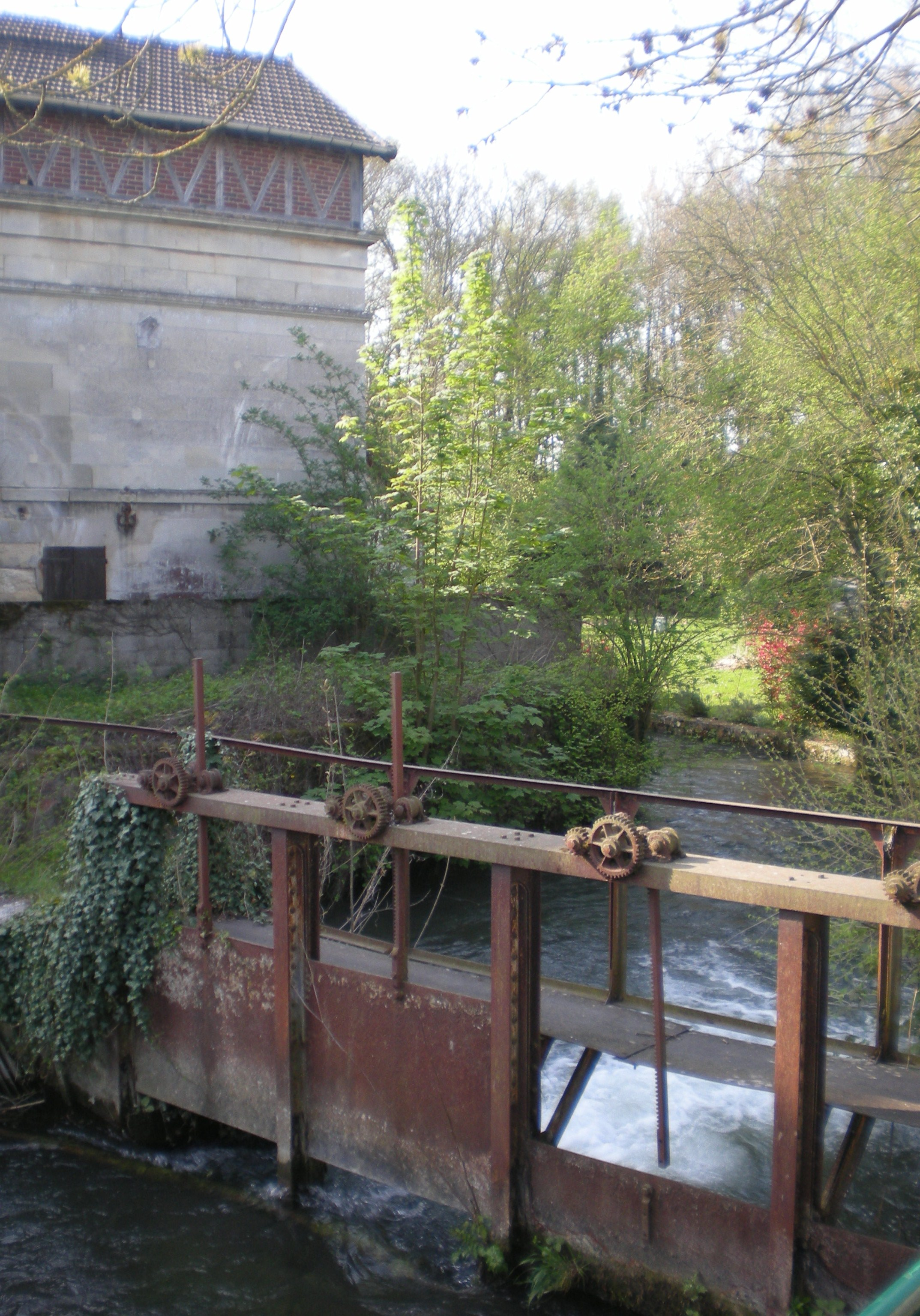
Moulin à eau du Petit Fitz-James.

En 1625, une ordonnance royale autorise Charles du Plessis à creuser un fossé et à prolonger la Béronnelle jusqu'au parc de Liancourt, pour amener davantage d'eau dans ses jardins. La Béronnelle a été déviée en 1635 pour alimenter les bassins du château de Liancourt aujourd'hui disparu. Elle est partiellement couverte depuis 1958, date de la construction du quartier des ducs à Liancourt. Le syndicat intercommunal de la vallée de la Brèche, situé à Agnetz, s'occupe de l'entretien de la Béronnelle, découpé par huit tronçons homogènes. 